# Pilone
Pilone är en bergstopp i Schweiz.   Den ligger i distriktet Locarno och kantonen Ticino, i den södra delen av landet, 120 km sydost om huvudstaden Bern. Toppen på Pilone är 2 192 meter över havet, eller 110 meter över den omgivande terrängen. Bredden vid basen är 0,84 km.
Terrängen runt Pilone är huvudsakligen bergig, men västerut är den kuperad. Närmaste större samhälle är Losone, 18,3 km öster om Pilone. 
I omgivningarna runt Pilone växer i huvudsak blandskog. Runt Pilone är det ganska glesbefolkat, med 29 invånare per kvadratkilometer.